# خريستو ماركوف
خريستو ماركوف (27 أغسطس 1985 في بلغاريا - ) هو لاعب كرة قدم بلغاري في مركز الوسط. لعب مع نادي لوكوموتيف صوفيا وOFC Nesebar ‏ وPFC Vidima-Rakovski Sevlievo ‏ وFC Sevlievo ‏ وFC Chavdar Etropole ‏.

## وصلات خارجية
- خريستو ماركوف على موقع قاعدة بيانات كرة القدم.إي يو (الإنجليزية)